# San Marino na letnich igrzyskach olimpijskich
Sportowcy z San Marino do tej pory zdobyli trzy medale Igrzysk Olimpijskich: jeden srebrny i dwa brązowe. Alessandra Perilli i Gian Marco Berti zdobyli medal w trapie drużyn mieszanych. Medal brązowy zdobyła Alessandra Perilli w konkurencji trap w strzelectwie i Myles Amine w zapasach w stylu wolnym w konkurencji do 86 kg.

## Lista zawodników

### Kolarstwo
- Maurizio Casadei (1984)
- Domenico Cecchetti (1960)
- Daniele Cesaretti (1972,1976)
- Sante Ciacci (1960)
- Enzo Frisoni (1968)
- Gerard Lettoli (1968)
- Vito Corbelli (1960)
- Salvatore Palmucci (1960)

### Strzelectwo
- Francesco Amici (2004)
- Gian Nicola Berti (1988)
- Aroldo Casali (1960)
- Italo Casali (1972)
- Libero Casali (1972)
- Spartaco Cesaretti (1960)
- Daniela Del Din (2008)
- Emanuela Felici (2004)
- Leo Franciosi (1960,1968)
- Bruno Morri (1972)
- Gugielmo Giusti (1960,1972)
- Silvano Raganini (1972)
- Roberto Tamagnini (1972)
- Salvatore Pelliccioni (1968)

### Zapasy
- Vitorio Mancini (1960)

### Lekkoatletyka
- Gian Nicola Berardi (2004)
- Ivano Bucci (2008)
- Aldo Canti (1992)
- Dominique Canti (1992)
- Stefano Casali (1984)
- Nicola Selva, (1992)
- Manlio Molinari, (1992)
- Gian Luigi Macina (2000)

### pływanie
- Sara Casadei (1992)
- Emanuele Nicolini (2004,2008)
- Simona Muccioli (2008)
- Diego Mularoni (2000,2004)
- Roberto Pellandra (1992)
- Filippo Piva (1988,1992)